# Hiroko Takenishi
Hiroko Takenishi (竹西 寛子?, Takenishi Hiroko; Hiroshima, 11 aprile 1929) è una scrittrice giapponese, membro dell'Accademia giapponese di belle arti..

## Biografia
Nata in una famiglia di fabbricanti di birra, la sua infanzia fu marcata per la Seconda guerra mondiale. Nella sua opera, parla dei bombardamenti atomici di Hiroshima e Nagasaki e le conseguenze.
Studiò letteratura giapponese nell'Università di Waseda.

## Premi
- 1964 Premio Toshiko Tamura: Ōkan no ki - Nihon no koten ni omou (往還の記 - 日本の古典に思う)
- 1973 Premio Taiko Hirabayashi:  Shikishi-naishinnō, Eifuku-mon'in (式子内親王・永福門院)
- 1978 Chūōkōron-Shinsha :Kangensai (管絃祭)
- 1981 Premio Kawabata : Heitai yado (兵隊宿)
- 1986 Premio Mainichi : Yamagawa Tomiko (山川登美子)
- 2003 Premio letterario Noma : Zōtō no Uta (贈答のうた)

## Opere (parziale)
- 1964 Ōkan no ki - Nihon no koten ni omou (往還の記 - 日本の古典に思う)
- 1967 Genji Monogatari-ron (源氏物語論)
- 1969 Gishiki (儀式)
- 1970 Hito to kiseki: 9-nin no josei ni toku (人と軌跡 9人の女性に聴く)
- 1974 Mono ni oeru nichi (ものに逢える日)
- 1975 Koten nikki (古典日記)
- 1975 Tsuru (鶴)
- 1976 Gendai no bunshō (現代の文章)
- 1978 Kangensai (管絃祭)
- 1980 Aisuru to iu kotoba (愛するという言葉)
- 1981 Kogo ni kiku (古語に聞く)
- 1982 Heitai yado (兵隊宿)
- 1982 Watashi no heian bungaku (私の平安文学)
- 1988 Haiku ni yomareta hana (俳句によまれた花)
- 1989 Nihon no joka (日本の女歌)
- 2003  Zōtō no Uta (贈答のうた)